# (16908) Groeselenberg
(16908) Groeselenberg is een planetoïde uit de binnenste hoofdgordel van het Zonnestelsel. Ze werd op 17 februari 1998 in Ukkel ontdekt door twee Belgen, Thierry Pauwels en Eric Walter Elst. De door hen ontdekte planetoïde werd vernoemd naar de heuvel waarop de Koninklijke Sterrenwacht van België gelegen is.

## Algemeen

### Ontdekking
De planetoïde werd op 17 februari 1998 ontdekt door de Belgen Thierry Pauwels en Eric Walter Elst. Zij maakten hiervoor gebruik van de Schmidt-telescoop van de Koninklijke Sterrenwacht van België.

### Eerdere waarnemingen
Hoewel de planetoïde formeel slechts in 1998 ontdekt werd, was ze al eerder waargenomen. De eerste bekende waarneming werd gedaan op 14 november 1982, aan het Krim-Observatorium, nabij de stad Bachtsjysaraj. De planetoïde werd een tweede keer waargenomen op 13 november 1993, aan het Observatorio Astronómico Nacional de Llano del Hato in Venezuela. Twee dagen later, op 15 november, zou de planetoïde een tweede keer worden waargenomen aan datzelfde observatorium.

### Naamgeving
Op 20 november 2002 werd de planetoïde vernoemd naar de heuvel Groeselenberg in Ukkel, waarop de Koninklijke Sterrenwacht van België zich bevindt. In de nabijgelegen Groeselenbergstraat heeft de Belgische astronoom Henri Debehogne (1928–2007) gewoond.

### Baan om deZon
De planetoïde beschrijft een baan om de zon die gekenmerkt wordt door een perihelium van 1,8025 AE en een aphelium van 2,9334 AE. De baan wordt ook gekenmerkt door een zeer hoge excentriciteit van 0.2435631. De planetoïde heeft een periode van 3,68 jaar (of 1343,595684698011 dagen).